# Medicago ciliaris
Medicago ciliaris es una especie fanerógama del género Medicago. Se la halla por todo el mar Mediterráneo. Forma una relación simbiótica con la bacteria Sinorhizobium medicae, el cual es capaz de fijación de nitrógeno. Se la considera por algunos, una subespecie de Medicago intertexta.